# ウイークエンド (1967年の映画)
『ウイークエンド』（英語由来の仏語 Week-end）は、1967年に製作・公開された、ジャン＝リュック・ゴダール監督のフランス・イタリア合作映画である。邦題では「イ」は大文字表記されている。

## 概要

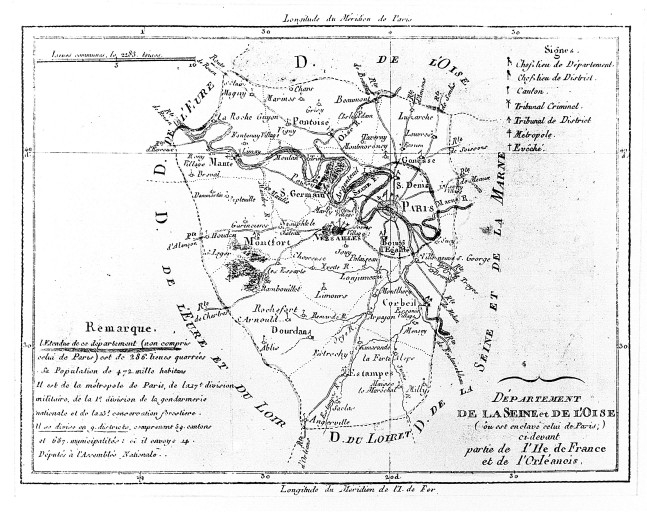
舞台となったセーヌ＝エ＝オワーズ県の版図

劇中に登場する架空のビートニク・ゲリラFLSOとは、「Front de Libération de Seine-et-Oise」の略、「セーヌ＝エ＝オワーズ解放戦線」の意で、セーヌ＝エ＝オワーズ県は、本作の公開の翌年、1968年1月1日に廃止された。
悪夢のウイークエンドに巻き込まれる都市生活者の夫妻を演じる、当時34歳のジャン・ヤンヌと当時29歳のミレーユ・ダルクは、5年後の1972年にも、ジョルジュ・ロートネル監督の『狼どもの報酬』でも、再び夫婦役を演じている。批評家で作家のミシェル・クールノ、映画監督のジャン・ユスターシュ、脚本家のポール・ジェゴフ、現代美術家のダニエル・ポムルールらも出演した。FLSOメンバーのイザベルを演じたイザベル・ポンスは、ゴダールの『メイド・イン・USA』（1966年）に出演したあと、『彼女について私が知っている二、三の事柄』（1967年）ではゴダールの助監督になり、ゴダールとジャン＝ピエール・ゴランらの「ジガ・ヴェルトフ集団」に参加、『万事快調』（1972年）でもゴダールの助監督をつとめた。ポンスは現在は映画プロデューサーである。
フランス国内での公開の翌年、五月革命さなかの1968年6月、第18回ベルリン国際映画祭で金熊賞にノミネートされ、上映されている。
雑誌『プレミア』が選んだ「もっとも危険な25本の映画」（The 25 Most Dangerous Movies）の1本に選ばれた。2006年にポンピドゥー・センターで行なわれたゴダール展に際しての大回顧上映では、現在版権を管理するゴーモンによるニュープリントで上映された。
日本では、ATGが1969年10月25日に公開した後、フランス映画社が2002年4月27日にリヴァイヴァル上映した。邦題の表記は『ウイークエンド』であり、『ウィークエンド』などは正確でない。

## ストーリー
パリで中流家庭を営むロラン（ジャン・ヤンヌ）とコリーヌ（ミレーユ・ダルク）のデュラン夫妻が、ある土曜日の朝、都会での生活に疲れ、近郊の田園地帯へ向けて、マイカーでウイークエンド旅行に出かけた。同じことを考える人々は多く、夫妻はおそろしい渋滞に巻き込まれる。
尋常ではない渋滞の挙げ句、集団ヒステリーが起き、つぎつぎに異常な事件が起きる。事故を起こした自動車と血まみれの死体。親指太郎とエミリー・ブロンテなどのコスプレ騒ぎ。銃撃戦。果てには夫妻は車を事故で失うが、コリーヌは自分の命よりも車よりもエルメスのバッグを失ったことのほうを嘆く。
徒歩で田舎の実家に向かい、1週間かけてやっとたどりついた実家で、夫妻は母親を殺し、遺産を手に入れる。パリへ帰る途中、ビートニク・ゲリラFLSOに襲撃され、ロランは逃亡に失敗して殺される。コリーヌは、FLSOの若者たちとともに、夫ロランの人肉を食らう宴に突入する。絶望的なウイークエンド。

## スタッフ
- 監督・脚本 : ジャン＝リュック・ゴダール
- 撮影監督 : ラウール・クタール
- 録音 : ルネ・ランベール、アントワーヌ・ボンファンティ
- 編集 : アニエス・ギュモ
- 音楽 : アントワーヌ・デュアメル
- 使用音楽 : ギイ・ベアール、ヴォルフガング・アマデウス・モーツァルト
- 助監督 : クロード・ミレール
- 製作会社 : フィルム・コペルニック、アスコット・シネライド、コマチコ、リラ・フィルム
- 版権所有会社 : ゴーモン[1]
- ロケ地 : イル＝ド＝フランス地域圏・イヴリーヌ県

## キャスト
- ジャン・ヤンヌ （ロラン・デュラン）
- ミレーユ・ダルク （コリーヌ・デュラン）
- ジャン＝ピエール・カルフォン （FLSO指導者）

ノンクレジット - アルファベット順
- イヴ・アフォンソ（フランス語版） （グロ・プーセ）
- イヴ・ベネトン（フランス語版） （FLSOメンバー・イヴ）
- ジュリエット・ベルト （FLSO活動家 / 事故に遭ったブルジョワ娘）
- ミシェル・ブルトン （森の娘）
- ミシェル・クールノ（フランス語版） （農場から来た男）
- オマール・ディオップ （アフリカの兄弟）
- ジャン・ユスターシュ （オートストッパー）
- ポール・ジェゴフ （ピアニスト）
- ジャン＝クロード・ギルベール （放浪者）
- ブランディーヌ・ジャンソン （エミリー・ブロンテ）
- ルイ・ジョジョ （ジョジョ氏）
- ヴァレリー・ラグランジュ （FLSO指導者の妻）
- ジャン＝ピエール・レオ （サン＝ジュスト）
- エルネスト・メンツェル （料理人エルネスト / FLSOの肉屋）

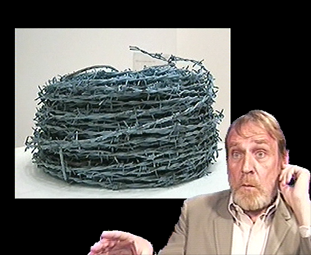
現代美術家ダニエル・ポムルール、1995年

- サンヴィ・パヌー（フランス語版） （黒人）現代美術家ダニエル・ポムルール、1995年
- ダニエル・ポムルール（フランス語版） （ジョゼフ・バルサモ）
- イザベル・ポンス （FLSOメンバー・イザベル）
- ヘレン・スコット （車上の女）
- ジョルジュ・スタケ （トラクターの運転者）
- ラズロ・サボ （アラブ人）
- ヴィジニー・ヴィニョン （マリー＝マドレーヌ）
- アンヌ・ヴィアゼムスキー （農場の娘）

## 評価
レビュー・アグリゲーターのRotten Tomatoesでは28件のレビューで支持率は93%、平均点は8.70/10となった。

## 註
1. 1 2 3  Jean-Luc Godard: Documents, éditeur : Centre Georges Pompidou, Paris, 2006., p.429.
2. 1 2  #外部リンク欄、ポンピドゥー・センター公式サイト内の本作の上映情報のリンク先記述を参照。二重リンクを省く。
3. ↑  #外部リンク欄、フランス映画社の本作の公式サイトリンク先の記述を参照。二重リンクを省く。
4. ↑  “Weekend”. Rotten Tomatoes.   Fandango Media. 2022年9月21日閲覧。